# Conomitrium arboreum
Conomitrium arboreum là một loài Rêu trong họ Fissidentaceae. Loài này được (Broth.) Kindb. mô tả khoa học đầu tiên năm 1891.